# 大角ゆき
大角 ゆき（おおすみ ゆき、2009年1月10日 - ）は、日本の女優、タレント、元子役。
オスカープロモーション所属。身長165cm。

## 略歴・人物
2015年3月30日から2019年3月29日までNHK Eテレ『いないいないばあっ!』の6代目のおねえさんとして出演していた。特技は歌、詩、ナレーション。
2022年、しゃべくり007に福田充徳の会いたい人として初めてバラエティに出演した。
2023年、オスカープロモーションの晴れ着撮影会に初参加
2024年、オスカープロモーションの晴れ着撮影会に2回目の参加
第97回選抜高等学校野球大会（2025年）の応援イメージキャラクターに起用された。

## 出演

### ドラマ
- エンドレスアフェア〜終わりなき情事〜（2014年8月23日・8月30日、LaLa TV）立花智香 役[6]
- 晩酌の流儀（テレビ東京）
  - 晩酌の流儀3 第1話・第5話・第10話・最終話（2024年6月29日・7月27日・9月7日・21日）ゆき役[7]
  - 晩酌の流儀4〜夏編〜 第4話 （2025年7月19日）ゆき役[8]

### テレビ番組
- それいけ!アンパンマンくらぶ（BS日テレ）
- いないいないばあっ!（2015年3月30日 - 2019年3月29日、NHK Eテレ）6代目おねえさん「ゆきちゃん」
- 第69回NHK紅白歌合戦（2018年12月31日、NHK）「ゆきちゃん」
- ワンワンわんだーらんど（2019年4月28日 - 2023年3月26日、NHK Eテレ）おねえさん「ゆきちゃん」
- ワンワン25（2021年12月31日、NHK Eテレ）「ゆきちゃん」
- 超無敵クラス（2023年4月30日 - 不定期出演、日本テレビ）
- オオカミ少年・ハマダ歌謡祭（2023年5月19日 - 不定期出演、TBS）
- クイズ!あなたは小学5年生より賢いの?（2024年8月2日、日本テレビ）[9]

### 映画
- SKY SKY（2014年）主演・少女 役[10]
- 劇場版エンドレスアフェア〜終わりなき情事〜（2014年10月11日、アスミック・エース/LaLa TV）立花智香 役

### CM
- スズキ、ワゴンR「20周年記念」（2013年）
- SONY、一眼レフカメラ
- 日本ケンタッキー・フライド・チキン、骨なしケンタッキー
- イズミゆめタウン、ランドセル（2014年）
- ヤマザキパン、クリスマスケーキ（2014年）

### 広報
- 尾久警察署・一日警察署長（2023年10月17日）[11]

### イベント
- TOKYO ZEV ACTION 出張授業　都立立川国際中等教育学校附属小学校  (2023年12月20日)
- 総合住宅展示場ハウジングステージ　 モラージュ菖蒲・ 三郷ハウジングステージ(2024年4月28日)